# Tagora
Tagora is een geslacht van vlinders van de familie Eupterotidae.

## Soorten
- T. insulindica Bryk, 1944
- T. murina Moore
- T. nigriceps Hampson, 1893
- T. nobilis Bryk, 1944
- T. pallida Walker, 1855
- T. patula Walker, 1855
- T. punctata Joicey & Talbot
- T. rothschildi Strand, 1924
- T. weberi Holloway, 1976